# Команда Андрея Кузьмина
Команда Андрея Кузьмина — команда игроков в спортивный вариант популярной телеигры «Что? Где? Когда?». Прежние названия: «Московские студенты», «Голден Телеком».
Чемпионы мира (2005). Трижды чемпионы России (2005, 2007, 2009), трижды чемпионы Москвы (2004, 2006, 2007), победители Кубка Провинций (2005) и Кубка Городов (2006).
История команды началась в середине 90-х. Под названием «Московские студенты» команда успешно участвовала в съемках «Брэйн-ринга». В команде играли игроки телевизионной передачи «Что? Где? Когда?» Михаил Левандовский и Петр Сухачёв, игроки телепередачи «Своя игра» Лариса Архипова, Дмитрий Борок, Евгений Калюков, Александр Либер, Валентин Мельников.
В декабре 2010 года команда прекратила своё существование.

## Выступления на Чемпионатах мира
На IV Чемпионате мира по «Что? Где? Когда» в Ярославле (9—10 сентября 2005) команда Андрея Кузьмина (под названием «Golden Telecom») стала победителем. Она успешно прошла отборочный этап из 90 вопросов, где соревновались 25 участников из 16 стран, и вышла в суперфинальный матч вместе с «Афиной» Максима Поташева. В решающем матче из 15 вопросов развернулась напряжённая борьба, но после 11-го вопроса «Golden Telecom» добился перевеса в 2 очка. Это преимущество лидер удержал до конца, победив с итоговым счётом 8:6. В составе команды-чемпиона состояли известные по телевизионным выступлениям игроки Михаил Левандовский и Александр Либер.
В 2006 году на V Чемпионате мира по ЧГК в Калининграде, где соревновались 29 команд из 17 стран, судьба чемпионства определялась в острой борьбе команды Кузьмина и команды Антона Губанова. В итоге чемпионы мира уступили свой титул новичкам, получив серебряные медали.
В 2008 году на VIII Чемпионате мира по ЧГК в Светлогорске (Калининградская область) коллектив Андрея Кузьмина по итогам отбора вошёл в шестерку лучших команд (среди 34 участников из 18 стран), и в финальном турнире снова занял второе место в упорной борьбе, упустив вперёд команду «Неспроста», но опередив команду Губанова.

## Выступления на Чемпионатах России
Команда Кузьмина стала первым трёхкратным чемпионом России по «Что? Где? Когда?». Она выигрывала первенства страны в 2005-м, 2007-м и 2009-м годах. Рекордной третьей победы коллектив добился на IX чемпионате России с участием 70 команд. Знатоки во главе с Андреем Кузьминым показали лучший результат, ответив на 61 вопрос из 90 и на 1 очко опередив команды «ЛКИ» и «Катус».

## Основные достижения
2000
- 3-е место в чемпионате Москвы.

2001
- 3-е место в чемпионате Москвы.
- 12-е место на I чемпионате России.

2002
- Победа на «Кубке Метрополии».
- 4-е место в чемпионате Москвы.
- 15-е место на II чемпионате России.

2003
- 3-е место на II чемпионате мира.
- Победа на фестивале «Гостиный двор».
- 2-е место на фестивале в Ижевске.
- 5-е место в чемпионате Москвы.

2004
- Победа в чемпионате Москвы.
- Победа на Кубке губернатора Санкт-Петербурга.
- 2-е место в Открытом кубке России.
- 2-е место на Кубке городов.
- 2-е место на фестивале «Самариум».
- 6-е место на III чемпионате мира.
- 9-е место на IV чемпионате России.

2005
- Самый успешный сезон в истории команды:
  - Победа на IV чемпионате мира (состав: А. Кузьмин, А. Либер, Л. Архипова, П. Володин, П. Сухачёв, М. Левандовский, Д. Васильев). В суперфинале со счётом 8:6 команда Кузьмина обыграла команду «Афина».
  - Победа в V чемпионате России.
  - Победа на «Кубок провинций».
  - Победа на этапе Кубка мира «Белые ночи».
  - 2-3 место на Этапе Кубка мира «Самариум».
  - 2-е место на Кубке губернатора Санкт-Петербурга.
  - 2-е место на Кубке Метрополии.
  - 3-е место в чемпионате Москвы.

2006
- 2-е место на ЧМ-2006
- Победа в Чемпионате Москвы
- Победа в Кубке Городов
- Победа на Этапе Кубка Мира в Ростове
- 2-е место на Этапе Кубка Мира «Белые ночи»
- Разделили 1-2 места на турнире «Неспростая весна».
- Победа на фестивале ГУ-ВШЭ «Интеллектуальная ворона».
- Победа на фестивале в Смоленске

2007
- Победа в VII чемпионате России.
- Победа в Чемпионате Москвы
- Победа на Этапе Кубка Мира «Белые ночи»
- 2-е место на Этапе Кубка Мира в Ростове-на-Дону
- Победа на фестивале ГУ-ВШЭ «Интеллектуальная ворона».

2008
- Победа в Открытом кубке Зеленограда
- Победа в Мемориальном синхроне памяти Дмитрия Коноваленко
- 3-е место на чемпионате России
- 2-е место на чемпионате мира